# 章動

地球の自転(R)、歳差(P)、章動(N)の概念図

章動（しょうどう、英: nutation）とは、物体の回転運動において、歳差運動をする回転軸の動きの短周期で微小な成分をさす。ここでは、地球における章動について記述する。

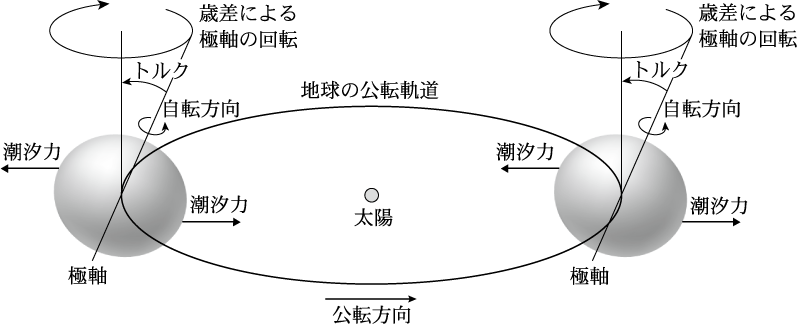
極軸に働くトルクと歳差運動（太陽の場合）

地球は、南極と北極を結ぶ極軸（自転軸）を中心に自転している。地球は完全な球形ではなく南北に潰れた回転楕円体であるため、地球の公転軌道面（黄道面）に近い方向にある太陽や月、惑星からの引力が潮汐力として働き、極軸の傾斜を起こそうとするトルクが働く。歳差と章動は、このトルクによって引き起こされるものであり、太陽や月、惑星が位置を変えていくことによって起こる短い周期で複雑な変動を章動と呼んでいる。
地球の章動のうち、最も大きな成分は18.6年周期の変動でおよそ9秒に相当し、章動定数と呼ばれている。これは月の軌道面と黄道の交点である平均昇交点が、歳差によって黄道上を一周する周期に等しい。最新のIAU2006歳差章動理論における章動定数は9.2052374"である。章動にはこれ以外にも主要な周期成分があり、高精度の天文計算を行う際にはそれらの効果も考慮する必要がある。

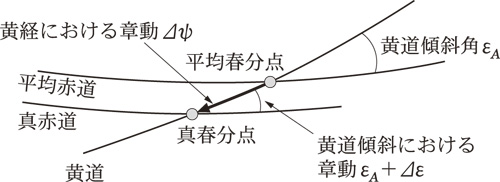
黄経における章動 (Δψ) と黄道傾斜における章動 (Δε) の概念図

章動は、黄道に平行な成分と垂直な成分に分けられる。黄道に平行な方向に働く成分は黄経における章動 (nutation in longitude, Δψ) と呼ばれ、黄道に垂直な方向の成分は黄道傾斜角における章動 (nutation in obliquity, Δε) と呼ばれる。歳差を考慮した平均春分点や平均赤道に章動の影響も加えたものを、それぞれ真春分点・真赤道と呼んでいる。
地球の極軸には、力学的に予想が可能な章動とは異なる予測不能な運動があり、これらをまとめて極運動 (polar motion) または揺動 (wobble) と呼んでいる。

## 研究史
イギリスの天文学者ジェームズ・ブラッドリーは、1727年から1747年までの20年間のりゅう座γ星の観測記録から約9秒の章動を発見した。これは、彼が1725年から1726年にかけて思いもかけず発見した年周光行差についてさらに確証を得るために続けた観測から偶然発見されたものである。